# Projekt 1239
Das Projekt 1239 „Siwutsch“ (russisch Сивуч, als Bezeichnung für den Stellerschen Seelöwen, NATO-Bezeichnung Dergach-Klasse) ist eine Schiffsklasse kleiner Korvetten oder auch Raketenschiffen der russischen Marine. Die Klasse wurde vom russischen Konstruktionsbüros „Almas“ in Katamaranbauweise geplant und ab 1984 wurden in Selenodolsk zwei Schiffe des Typs gebaut. Sie gehört damit zu den weltweit ersten militärisch genutzten Katamaranen.

## Entwurf
Das ZKMB „Almas“, ein sowjetisches Konstruktionsbüro mit Erfahrungen in Planung und Bau von Luftkissen-Landungsschiffen, wurde beauftragt, einen neuen Schiffstyp zu entwerfen, der sowohl die Aufgaben des Projekts 1234 abdecken sollte, als auch im Verband mit Luftkissenfahrzeugen operieren sollte. Das bedeutete eine schwere Bewaffnung in Kombination mit einem geringen Tiefgang bei hoher Geschwindigkeit, um den Luftkissenfahrzeugen im Einsatz folgen zu können.
Die verlangte Fähigkeit, auch auf hoher See operieren zu können, ließ sich jedoch nicht mit einem Luftkissenfahrzeug erreichen, so dass man sich für ein SES-Schiff entschied, dessen Katamaranbauweise auf der einen Seite ausreichende Stabilität für schwere See lieferte, während auf der anderen Seite mit Hilfe des Bodeneffektes der Tiefgang in küstennahen Gewässern auf etwa einen Meter reduziert werden konnte.
Das Gewicht der Aufbauten und Rümpfe wurde zwar durch eine Leichtbauweise gemindert, jedoch lieferten die beiden Rümpfe bei einem Tiefgang von nur noch einem Meter auf den Luftkissen zu wenig Stabilität, um den Schwerpunkt der Konstruktion mit den Waffen und Antriebssystemen in der oberen Schiffshälfte aufzufangen und gleichzeitig ausreichend Geschwindigkeit zu generieren. So erhielt jeder der beiden Katamaranrümpfe neben einem aus Welle und Propeller an der Rumpfunterseite bestehenden konventionellen Antrieb zusätzlich einen absenkbaren Stabilisierungsflügel an der Außenseite. An jedem dieser Flügel ist an der äußeren Kante eine Gondel mit je zwei zusätzlichen Propellern angebracht, die nach dem Absenken des Flügels zusätzliche Antriebskraft liefern.

## Technik

### Rumpf
Die Klasse verfügt über zwei 63,9 Meter lange Rümpfe, die das Oberdeck mit den Aufbauten und der Bewaffnung tragen. Um das Gewicht zu reduzieren, ist der hauptsächlich zum Bau verwendete Werkstoff eine Aluminium-Magnesium-Legierung. Die Stabilität soll ausreichen, um die Waffensysteme bis zu einem Seegang der Stufe 5 sicher einzusetzen.

### Antrieb
Projekt 1239 ist mit insgesamt drei redundanten Antriebssystemen ausgerüstet, von denen sich jedes aus zwei separaten Motoren zusammensetzt, die sich auf je einen der Rümpfe der Katamarankonstruktion stützen. Die CODAG-Anlage setzt sich wie folgt zusammen:
Zwei M-511A-Dieselmotoren mit bis zu 9.700 PS (7.134 kW) stellen den Standardantrieb mit je einem Motor pro Rumpf, welche die zwei Wellen unterhalb der Rümpfe bewegen und damit die beiden dreiflügeligen Propeller antreiben. Das genügt für 30 Knoten Fahrt in ruhiger See. Der Tiefgang liegt bei der Verwendung nur dieses Antriebssystems bei knapp 3,5 Metern.
Zwei M-503B-Dieselmotoren mit bis zu 3.300 PS (2.427 kW) können ein Luftkissen zwischen den Rümpfen erzeugen, das den Tiefgang des Schiffes reduziert, wenn zwei flexible Rolltore die Öffnungen zwischen den Rümpfen am Bug und Heck verschließen. Wird das Rolltor am Heck geöffnet, so dass der erzeugte Luftstrom dort entweichen kann, bewegt sich Projekt 1239 mit rund 3 Knoten vorwärts.
Zwei Gasturbinen M-10 mit bis zu 20.000 PS (14.710 kW) treiben je einen dreiflügeligen Tandempropeller in einer Gondel an den Auslegern an. Befindet sich das Schiff dabei auf dem Luftkissen, erreicht es in Kombination mit den M-511- und M-503B-Motoren eine Spitzengeschwindigkeit von bis zu 55 Knoten.
Vier Dieselgeneratoren vom Typ DGR-200 liefern je 200 kW Energie für die Schiffssysteme.

### Bewaffnung
Die Bewaffnung von Projekt 1239 gehört zu den schwersten, die in Schiffen dieser Größe je untergebracht wurde. Sie setzt sich aus verschiedenen Elementen zusammen, die auch auf mehreren anderen Schiffsklassen sowjetischen/russischen Ursprungs verwendet wurden, aber hier in größerer Anzahl vorkommen:
- Die Schiff-Schiff-Bewaffnung umfasst 8 Schiff-Schiff-Raketen vom Typ P-270 Moskit. Die Waffe hat eine Reichweite von rund 120 Kilometern, trägt einen konventionellen Sprengkopf mit 320 kg Sprengstoff und erreicht eine Geschwindigkeit von bis zu 2.800 Kilometern pro Stunde.
- Zur Luftabwehr ist ein 4K33-Osa-M-Komplex auf dem Achterschiff montiert. Eine Startvorrichtung, die je zwei startbereite Raketen tragen kann, ist über einem Trommelmagazin installiert, das 20 9K33-Reserveraketen enthält. Die Raketen haben eine Reichweite von rund 10.000 Metern und gelten damit als Kurzstreckenwaffen.
- Zur Verteidigung im unmittelbaren Nahbereich sind zwei AK-630-M-Nahbereichsverteidigungssyteme verbaut, je eins auf dem Vor- und auf dem Achterschiff. Die Waffen können automatisch über ein Radar oder manuell ausgerichtet werden. Die beiden sechsläufigen Geschütze verschießen Geschosse im Kaliber 30 mm mit einem Gewicht von rund 500 Gramm und einer gemeinsamen Kadenz von bis zu 10.000 Schuss pro Minute.
- Die Bordartillerie besteht aus einem 76-mm-L/59-Schnellfeuergeschütz AK-176, das am Bug aufgestellt ist. Es kann gegen Bodenziele, oder, in begrenztem Umfang, gegen Luftziele in Entfernungen von bis zu 12.000 Metern eingesetzt werden.

### Sensoren, Leitsysteme und Gegenmaßnahmen

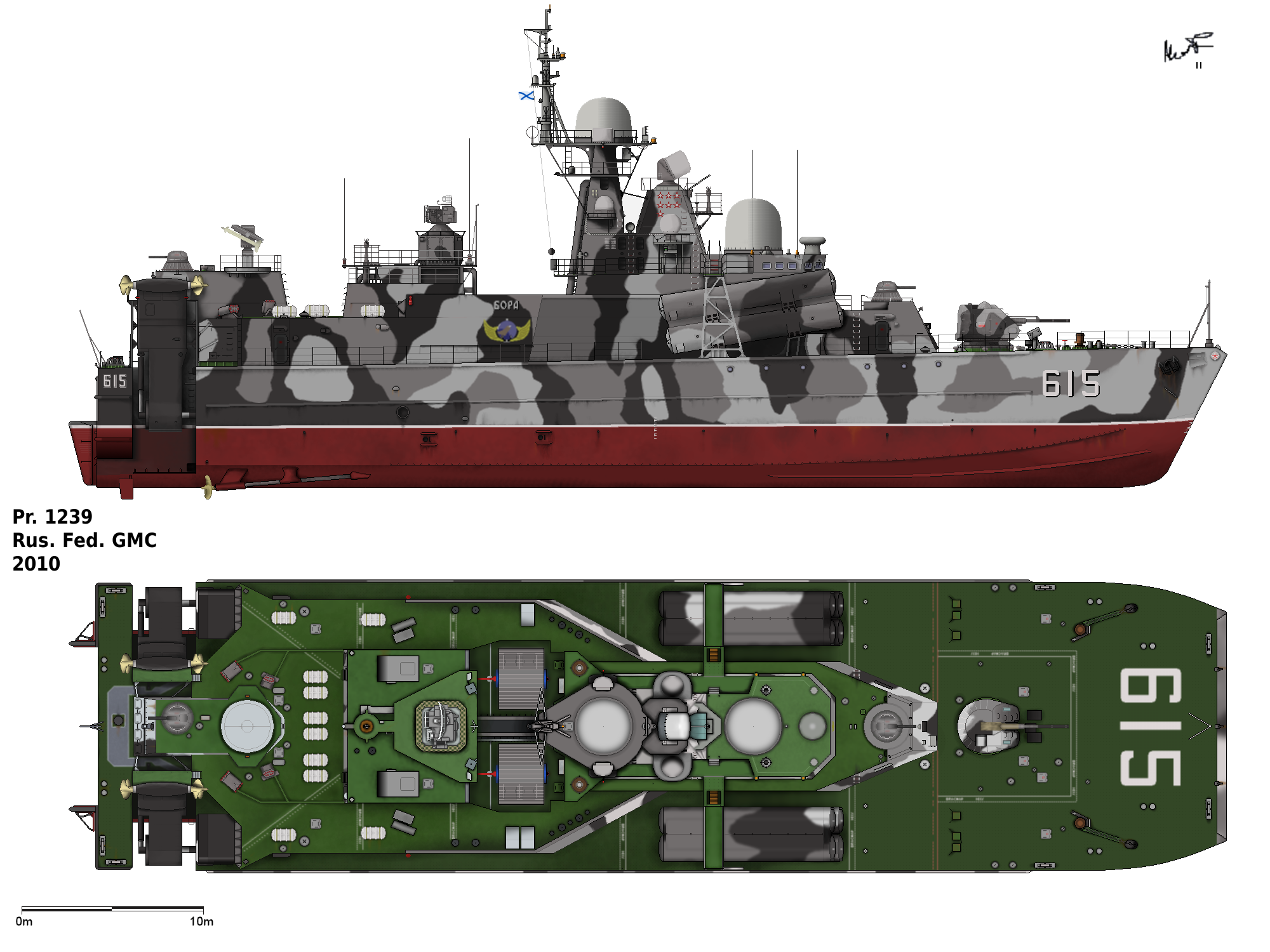
Zeichnung von Projekt 1239. In der Vergrößerung der Zeichnung sind die einzelnen Systeme als Anmerkungen abrufbar.

Zur Ortung von Luft- und Oberflächen- und Unterwasserkontakten ist Projekt 1239 mit verschiedenen Sensorsystemen ausgerüstet:
- Eines der charakteristischsten Systeme ist das Hauptradar zur Feuerleitung für die schweren Seezielflugkörper und zur Ortung potentieller Ziele vom Typ „Monolit“ (NATO: „Bandstand“). Es ist auf dem hinteren Teil des Brückendachs unter einer mehrere Meter breiten Abdeckung installiert.
- Der zweite auffällige Sensor ist ein Luftsuch- und Zielerfassungsradar „Pozitiv“ ME1 (NATO: „Cross Round“), das auf einer Plattform am Hauptmast hinter der Brücke unter einer ähnlich dimensionierten Abdeckung wie das Feuerleitradar installiert ist.
- Unmittelbar vor dem „Positiv“-Radar ist ein kleines Navigationsradar vom Typ „Ekran“ (NATO: „Curl Stone B“) verbaut.
- Das MR-123-„Wympal“-Feuerleitradar (NATO: „Bass Tilt“) für das AK-176 und die AK-630-Geschütze befindet sich auf halber Höhe am Hauptmast. Alternativ können die Waffen auch manuell über zwei „Kolonka“-Feuerleitgeräte auf Ziele im Nahbereich ausgerichtet werden.
- Das Leitradar für die Osa-Flugabwehrraketen (NATO: „Pop Group“) befindet sich mittschiffs auf einem Aufbau.
- Projekt 1239 trägt ein „Anapa“-ME-1-Sonar zur Suche nach Unterwasserkontakten. Das „Anapa“ ist ein Tauchsonar, das vom Schiff auf Tiefen bis zu 40 Metern abgesenkt werden kann und dann seine Daten an Bord überträgt.[3]

Die Schiffsklasse ist mit einem System aus verschiedenen elektronischen Gegenmaßnahmen ausgerüstet, über das nicht alle Details bekannt sind. Ausgehend von den Fotografien der Schiffe wurden folgende Bestandteile des Systems identifiziert:
- Ein MR-405-Wympel-R2-System, das sich aus je einem ESM-Empfänger (NATO: „Half Hat“) an beiden Seiten des Navigationsradars und den entsprechenden 600-Watt-Störsendern (NATO: „Wine Glass“) auf halber Höhe am Hauptmast zusammensetzt.
- Ein Sensorpaar zur Erkennung von Laser- oder Infrarotlicht (NATO: „Half Cup“) ist ebenfalls an beiden Seiten des Hauptmastes installiert.

Täuschkörper haben die Aufgabe, das Schiff vor den Sensoren anfliegender Raketen und von Flugzeugen zu verbergen, um eine Erfassung und damit einen erfolgreichen Angriff zu verhindern. Dazu sind auf Projekt 1239 zwei Systeme verbaut, die durch Wolken aus radarreflektierendem Material und durch künstlichen Hitzequellen Scheinziele für die gegnerischen Sensoren in einiger Entfernung vom eigentlichen Schiff produzieren sollen:
- Vier Starter vom Typ PK-10 sind auf dem Achterschiff aufgestellt. Je zwei Werfer sind dabei an Back- und Steuerbord vom Osa-1-Luftabwehrsystem fest an Deck montiert. Jeder PK-10-Werfer besteht aus einem Gehäuse, das zehn kurze Startröhren im Kaliber 122 mm beinhaltet. Jede Röhre kann einen 25 kg schweren Behälter abfeuern, der in verschiedenen Stufen Düppel oder Infrarotfackeln freisetzt.
- Zwei PK-16-Starter sind mittschiffs aufgestellt. Sie können sechzehn 8,5 kg schwere Infrarot- oder Radar-Täuschkörper mit 82 mm Durchmesser ausstoßen, ihre Startvorrichtungen sind aber, im Gegensatz zum PK-10-System, nicht fest mit dem Deck verschweißt, sondern können auf verschiedene Höhenrichtwerte eingestellt werden.

## Export
Projekt 1239 wird vom Rüstungskonzern Rosoboronexport zum Kauf angeboten und in entsprechenden Veröffentlichungen mit leicht modifizierten Antriebssystemen und einem breiten Spektrum an möglichen Waffen und elektronischen Systemen angeboten.
Die Schiffe werden für den Export mit einer Grundausstattung an Bewaffnung angeboten, die folgende Systeme umfasst:
- einer 100-mm-Kanone AK-190
- einem Kaschtan-M-Flugabwehrsystem
- zwei 14,5-mm-Maschinengewehre
- einem DP-64-Granatwerfer zur Nahbereichsverteidigung
- 16 Igla-Fliegerfäuste

Die Raketenbewaffnung ist dagegen kombinierbar und erlaubt folgende Konstellationen:
- Option 1: zwei Starter 8 × 3M80E „Moskit“
- Option 2: vier Starter 16 × 3R60UE „Uran-E“
- Option 3: zwei Starter 12 × 3R50E „Jachont“
- Option 4: zwei Starter 12 × 3R50E „Jachont“ und zwei Starter 8 × 3R60UE „Uran-E“

## Schiffe des Projekts 1239

### MRK-27Bora
Das Typschiff Bora (russisch: „Бора“) wurde im November 1987 in Selenodolsk auf Kiel gelegt und 1989 für vorläufige Erprobungen an die Schwarzmeerflotte übergeben. 1997 erfolgte die Indienststellung. Obwohl die russische Marine nach dem Zusammenbruch der Sowjetunion und den darauf folgenden Finanzierungslücken nicht mehr in der Lage war, die Wartungsintervalle des Schiffes einzuhalten, wurde berichtet, dass das Schiff einsatzbereit blieb, obwohl wartungsintensive Bauteile, wie etwa die Rolltore, ihre geschätzte Einsatzdauer bereits um viele Jahre überschritten hatten.

### MRK-17Samum
Die Samum (russisch: „Самум“) wurde im November 1991 auf Kiel gelegt und im Jahr 2000 in Dienst gestellt. Sie gehört wie ihr Schwesterschiff zur Schwarzmeerflotte. Ihr Bau und ihre Indienststellung wurden von Rosoboronexport als Indikator angeführt, um die Leistungsfähigkeit russischer Werften und Rüstungsbetriebe auch nach den Umbrüchen der 1990er-Jahre zu untermauern und die Schiffsklasse auch für den Export zu vermarkten.